# Alcea peduncularis
Alcea peduncularis är en malvaväxtart som beskrevs av Pierre Edmond Boissier och Hausskn.. Alcea peduncularis ingår i släktet stockrosor, och familjen malvaväxter. Inga underarter finns listade i Catalogue of Life.